# Rhynchocyon udzungwensis
Chuột chù Sengi mặt xám (Danh pháp khoa học: Rhynchocyon udzungwensis) là một loài thú trong họ chuột chù voi (Macroscelididae) và là loài bản địa của vùng núi Udzungwa tại phần phía nam của trung tâm Tanzania của châu Phi. Đây là loài mới được phát hiện ra vào năm 2008, trong số chỉ có 15 loài chuột chù voi được biết tới cho đến đó, và khám phá cuối cùng đã được thực hiện cách đây hơn 120 năm. Như tên gọi, loài được đặc trưng bởi một khuôn mặt màu xám đặc biệt và một cái má màu đen, cũng như nó lớn hơn các loài chuột chù voi khác.

## Đặc điểm
Lông của loài chuột Sengi mặt xám này là khá thưa thớt và bóng với màu sắc mặt xám và sáng màu đỏ. Một dải maroon rộng được ghi lại dọc theo lưng của loài động vật này, cũng như chân sau tương phản màu đen với bụng và đuôi màu nâu nhạt. So với các loài chuột chù Sengi khác, Chuột chù Sengi xám có tỷ lệ lớn hơn và hàng răng trên dài hơn. Chiều dài trung bình của loài này là 56,4 cm (22,2 inch), trong khi trọng lượng trung bình là 711 g (25,1 oz), đối với con cái là Ở 700 g (1,5 lb), loài chuột chù voi này lớn hơn khoảng 25% so với bất kỳ loài sengi khác.

## Tập tính
Chuột chù Shengi mặt xám là loài đặc hữu của dãy núi Udzungwa thuộc miền Nam Tanzania. Chuột chù Sengi dao động từ rừng Ndundulu-Lauhomero đến rừng Mwanihana. Dãy núi Udzungwa là một phần của một loạt các dãy núi bị cô lập trải dài từ Nam Kenya đến phía nam-trung tâm của Tanzania. Do sự cô lập của những ngọn núi này, rất nhiều loài đã phát triển, nhiều loài không thể tìm thấy ở bất cứ nơi nào khác. Chính vì vậy đây là loài chuột chù đặc biệt hiếm.
Chỉ có hai quần thể được biết, hiện diện trong một khu vực bao phủ khoảng 300 kilômét vuông (120 dặm vuông) của rừng. Môi trường sống tự nhiên của loài này nằm trong hai khu bảo tồn thiên nhiên: Trung tâm Quan trắc Sinh thái Udzungwa và VQG Udzungwa. Môi trường sống của sengi mặt xám bao gồm hầu hết các hệ thống trên cạn với ẩm ướt, vùng núi thấp dưới đất và núi thường xuyên đến các tán rừng khuy kín trên cao, bao gồm các bụi tre.